# Melanophryniscus stelzneri
Melanophryniscus stelzneri är en groddjursart som först beskrevs av Weyenbergh 1875.  Melanophryniscus stelzneri ingår i släktet Melanophryniscus och familjen paddor. IUCN kategoriserar arten globalt som livskraftig. Inga underarter finns listade i Catalogue of Life.